# Hołyszów (obwód wołyński)
Hołyszów (ukr. Голишів, Hołysziw) – wieś na Ukrainie, w obwodzie wołyńskim, w rejonie łuckim. Liczy 339 mieszkańców. 